# Famiglia di Catania

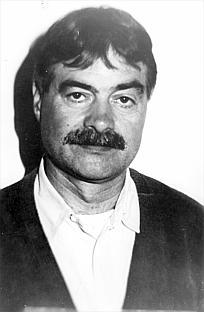
Benedetto "Nitto" Santapaola.

La Famiglia di Catania, attualmente conosciuta anche come famiglia Santapaola-Ercolano, è un'organizzazione criminale appartenente a Cosa nostra che domina le attività della criminalità organizzata nella città di Catania e nella sua provincia, con ramificazioni a Messina e nel siracusano.
La famiglia di Catania si è evoluta silenziosamente in una delle famiglie più potenti e violente all'interno di Cosa Nostra. Radicata nei legami familiari e nelle connessioni politiche, l’organizzazione è emersa dall’ombra a metà del XX secolo sotto la guida di Giuseppe Calderone, per poi trasformarsi in un impero militarizzato sotto il comando del suo ex alleato e successore, Benedetto Santapaola. Ciò che era iniziato come un tentativo locale di controllare le bische e di estorcere denaro alle imprese si è rapidamente trasformato in una dinastia criminale spietata, la cui influenza si è profondamente infiltrata nel tessuto economico e istituzionale di Catania.
Oggi, la famiglia di Catania rimane una forza potente, ancora controllata dal famiglia Santapaola-Ercolano. L’organizzazione si è adattata ai tempi moderni, mantenendo la propria influenza attraverso l’estorsione, il traffico di droga e l’infiltrazione nelle attività economiche lecite. I suoi legami profondamente radicati e la capacità di rigenerare la leadership continuano a renderla un attore centrale nel panorama criminale della Sicilia.

## Storia

### Origini
Per molti decenni, la presenza mafiosa a Catania è stata negata sia dai media che dall’opinione pubblica. La città ha mantenuto l’immagine di un luogo relativamente immune alla criminalità organizzata. Questa percezione è stata accuratamente coltivata, in parte grazie all’influenza esercitata dalla mafia locale sui mezzi di comunicazione, nonché alle sue alleanze strategiche con esponenti del mondo imprenditoriale e politico.
Uno dei primi resoconti documentati dell’attività mafiosa nella città risale al 1925, con l’arrivo a Catania della famiglia Tagliavia da Palermo, intenzionata a trarre profitto dalle operazioni di gioco d’azzardo illegale. Per poter fare affari, tuttavia, i palermitani avevano bisogno di alleati locali. Seguirono diverse affiliazioni mafiose, e personaggi come Giuseppe Indelicato e Agatino Florio divennero uomini d'onore.
All’epoca, Antonino Saitta, originario di Catania e già uomo d’onore, si trovava in prigione. Dopo la sua scarcerazione, divenne il primo rappresentante ufficiale di Cosa Nostra a Catania. In seguito, Saitta scomparve. Alcune testimonianze suggeriscono un periodo trascorso in Tunisia; altre ipotizzano un caso di lupara bianca. Gli succedette un altro Saitta, Luigi, che contribuì a riorganizzare la famiglia mafiosa di Catania nel secondo dopoguerra, gestendo il mercato nero delle sigarette di contrabbando. Il lignaggio riemerse decenni dopo, negli anni Sessanta, con Giuseppe Calderone, nipote dei Saitta.
Nel corso degli anni Cinquanta, Cosa Nostra a Catania visse il suo primo conflitto interno riguardante la leadership dell’organizzazione locale. Le tensioni culminarono con l’ascesa di Vincenzo Palermo, un mafioso della vecchia guardia, noto anche per avere un solo braccio, che assunse il controllo. Il suo autista era Salvatore Santapaola, fratello di Nitto Santapaola, già uomo d’onore all’epoca.

### 1962: Un anno chiave per la famiglia di Catania
Nel 1962 si verificò una svolta cruciale all'interno di Cosa Nostra a Catania. Giuseppe Calderone, conosciuto come Pippo “cannarozzo d’argento” a causa di una condizione alle corde vocali, era già uomo d’onore e ricopriva il ruolo di consigliere, affiancato da Francesco Indelicato e Agatino “Tino ‘u vappu” Florio. La leadership mafiosa catanese vedeva Orazio Nicotra come rappresentante, Salvatore Torrisi come vice, Giuseppe Indelicato come capo provinciale e Salvatore Ferrera (‘u cavadduzzu) come vice capo provinciale — un nome che in seguito sarebbe divenuto centrale nell’evoluzione del clan, legato da vincoli di sangue alle famiglie Santapaola ed Ercolano. Tutte e tre le famiglie si unirono in matrimonio con le sorelle D’Emanuele, sancendo la nascita di una futura dinastia mafiosa.

### La nuova ondata: affiliazioni e alleanze
Nello stesso anno, venne affiliato Antonino Calderone, fratello di Giuseppe, che anni dopo sarebbe diventato un pentito, rivelando la struttura della mafia locale e numerosi dettagli sulla sua storia. La cerimonia di affiliazione coinvolse anche altri otto individui, tra cui Nitto Santapaola, suo fratello Natale, il cugino Francesco Ferrera, Natale Ercolano, Giuseppe Russo e Pippo Ferlito, zio di Alfio Ferlito, figura chiave negli eventi successivi.
Santapaola salì rapidamente nei ranghi. Tra il 1966 e il 1967, Calderone lo nominò capodecina, sostituendo due figure ormai anziane. Seguirono nuove affiliazioni: Francesco Mangion, Salvatore Marchese e Mimmo Condorelli.

### Primi anni ’70 e la guerra contro i Cursoti
Negli anni ’70, Benedetto “Nitto” Santapaola iniziò a stringere legami strategici con Totò Riina, una mossa che Antonino Calderone avrebbe successivamente definito come una “strategia corleonese”. Riina nominò ufficialmente Santapaola capo della famiglia di Catania. Come a Palermo, anche Cosa Nostra a Catania visse un cambiamento interno di portata epocale, assimilabile a un vero e proprio colpo di mafia.
All’inizio degli anni ’70, Catania era invasa da attività criminali: rapine, contrabbando, sparatorie. Preoccupato per il crescente disordine, Santapaola scatenò una guerra contro i Cursoti, una fazione rivale. In quel periodo, la Cosa Nostra di Catania contava soltanto 35 uomini d’onore, affrontando una forza molto più numerosa. Per rafforzare le sue fila, affiliò noti killer, tra cui Alfio Ferlito, Salvatore Lanzafame e Salvatore “Turi Cachiti” Pillera. Alcuni di questi sarebbero poi diventati alleati stretti di Calderone.
Sebbene inizialmente riluttante, Calderone fu coinvolto nel conflitto. La guerra provocò profonde fratture, lasciando Calderone politicamente isolato, anche se i suoi fedeli più stretti non lo abbandonarono mai.

### 1977: Intervento e riorganizzazione
Entro il 1977, le tensioni a Catania erano giunte a un punto di ebollizione. Durante un incontro presso la villa del principe Vanni Calvello, intervenne Michele Greco, noto come Il Papa per la sua capacità di mediare tra le diverse famiglie mafiose, sciogliendo la famiglia mafiosa catanese e ponendola sotto controllo temporaneo. Greco nominò tre reggenti: Calderone, Santapaola e Tino Florio, detto ‘u vappu.
Ma l’equilibrio di potere si inclinò presto. L’8 settembre 1978, Giuseppe Calderone fu ucciso in un’imboscata ad Aci Castello. Il suo autista, Salvatore Lanzafame, sopravvisse all’attacco.

### Il dominio di Santapaola
L’assassinio di Calderone scatenò un importante riorganizzazione della leadership. Nitto Santapaola assunse il ruolo di rappresentante della famiglia. Francesco “Ciuzzu ‘u firraru” Mangion divenne suo vice. Salvatore Ferrera ricoprì la carica di rappresentante provinciale, con Orazio Nicotra come suo secondo. Tra i consiglieri figuravano Carletto Campanella, Pasquale Condorelli e Rosario "Franco" Romeo, quest’ultimo imprenditore allora detenuto in carcere. Romeo sarebbe stato in seguito assassinato; la sua abitazione avrebbe poi rivelato fotografie emblematiche della borghesia catanese legata alla mafia.
Santapaola adottò una strategia a doppio binario: eliminare i rivali interni e al contempo consolidare i legami con l’élite imprenditoriale e politica di Catania.
All’inizio degli anni ’80, Santapaola costruì un vasto impero criminale. Il periodo fu segnato da omicidi di alto profilo e stragi pubbliche a causa del conflitto con Alfio Ferlito, che non riconosceva la sua leadership. La sparatoria del 6 giugno 1981 su Viale delle Olimpiadi e la strage del 26 aprile 1982 in Via dell’Iris lasciarono profonde ferite. Pochi mesi dopo, Ferlito fu assassinato a Palermo nella famigerata "strage della circonvallazione".
Il principale alleato di Ferlito era Salvatore "Turi Cachiti" Pillera, che decise di abbandonare definitivamente la famiglia di Catania e di fondare un proprio gruppo mafioso, che si mise alla testa di una confederazione di tutti i gruppi criminali non aderenti a Cosa nostra e nemici di Santapaola, come il clan Savasta, il clan Laudani, il clan Cappello, il clan Sciuto-Tigna, il clan Piacenti-Ceusi e il clan Di Mauro-Puntina. Dal canto suo, Santapaola si alleò con il clan dei Malpassoti, originario di Belpasso e capeggiato da Giuseppe Pulvirenti, che divenne il suo braccio armato nel conflitto. La guerra raggiunse il suo apice nel 1991 con un record di 121 morti ammazzati in un anno.
Nonostante l’attenzione crescente, Santapaola si muoveva liberamente a Catania. Possedeva il potere e l’influenza per rapportarsi tanto con i politici quanto con gli imprenditori. Tuttavia, dopo essere stato incriminato per l’assassinio del Generale Carlo Alberto dalla Chiesa, scomparve, restando latitante.
Il 18 maggio 1993, prima dell’alba, Nitto Santapaola fu arrestato in una masseria a Granieri, una zona rurale vicino a Caltagirone in Sicilia. L’operazione fu chiamata “Operazione Luna Piena”, un riferimento al soprannome che Santapaola aveva guadagnato durante gli anni di latitanza: ‘u licantropo (il licantropo). Il blitz fu eseguito da agenti del Nucleo operativo centrale di sicurezza e della Squadra Mobile. Santapaola fu sorpreso addormentato accanto a sua moglie, Carmela Minniti, che era rimasta al suo fianco durante tutti gli anni da latitante. Nonostante avesse una pistola carica vicino al letto, non tentò di opporre resistenza. Si dice che abbia sussurrato: «Tutto ha una fine», facendo un’unica richiesta: poter fare un’ultima colazione con la moglie prima di essere ammanettato.
Il suo arresto fu il risultato di un lungo lavoro di intelligence e segnò la caduta simbolica di una delle figure più importanti della Mafia. Al momento della cattura, i fotografi immortalarono la sua immagine: capelli neri, baffi e un’espressione calma, mentre veniva condotto presso il commissariato di polizia di Catania. Un netto contrasto rispetto alle foto precedenti, trovate anni prima in casa di un amico, che lo ritraevano a banchetti con politici e uomini d’affari. Sebbene Santapaola avesse a lungo eluso la giustizia spostandosi tra rifugi in tutta la Sicilia — masserie, cantine nei pressi dell’Etna e basi sicure sostenute dai clan mafiosi alleati — quella mattina di maggio segnò la fine della sua latitanza.
Il 2 giugno 1993, a soli quindici giorni dalla cattura di Santapaola, fu arrestato anche Giuseppe Pulvirenti, detto U' Malpassotu, considerato il capo dell'ala militare della famiglia di Catania. Si nascondeva in un bunker sotterraneo nelle campagne di Belpasso con una radio sintonizzata sulle frequenze della polizia, una pistola e denaro contante.
L’arresto di Santapaola e Pulvirenti segnò l’inizio di una nuova era per Cosa Nostra a Catania. Il 17 dicembre del 1993 si concluse l'operazione antimafia "Orsa Maggiore", la più ampia indagine sulla criminalità organizzata mai condotta a Catania fino a quel momento, che portò a 156 arresti per vari reati. L'operazione fu resa possibile dalle dichiarazioni del collaboratore di giustizia Claudio Severino Samperi, che rivelò gli organigrammi aggiornati della famiglia. Pochi mesi dopo anche Giuseppe Pulvirenti decise di collaborare con la giustizia e diversi gregari del clan dei Malpassoti seguirono l'esempio del loro capo, come Filippo Malvagna, Orazio Pino, Alfio Licciardello e Giuseppe Scavo.
Nonostante gli arresti e le collaborazioni con la giustizia, l'eredità di Santapaola rimane profondamente radicata nella città. A decenni di distanza, il suo nome continua a emergere nelle indagini giudiziarie, a testimonianza del fatto che la sua influenza non è mai svanita del tutto.

#### Fazione Mazzei
Santo Mazzei, noto anche come u' Carcagnusu, fu originariamente affiliato al clan dei Cursoti, un gruppo criminale attivo a Catania e indipendente da Cosa Nostra. In seguito si allontanò da quella fazione e strinse un'alleanza significativa con il clan dei Corleonesi. Questo allineamento culminò con la sua iniziazione formale come uomo d'onore all'inizio degli anni '90, mentre era latitante. Alla cerimonia avrebbero partecipato i vertici della famiglia mafiosa catanese, tra cui Nitto Santapaola, Vincenzo Aiello ed Eugenio Galea, nonché i boss corleonesi di alto rango Leoluca Bagarella, Giovanni Brusca e Antonino Gioè, che consideravano Mazzei un loro fidato alleato a Catania, grazie al suo allineamento e al suo sostegno alla cosiddetta "strategia stragista", una campagna di violenti attacchi volti a fare pressione sullo Stato italiano.
I Corleonesi, in particolare Bagarella e Vito Vitale, cercarono di spodestare la potente famiglia Santapaola-Ercolano all'interno della mafia catanese e di sostituirla con la famiglia Mazzei. Santo Mazzei fu designato a guidare questo cambio di potere. Tuttavia, Mazzei fu catturato dalla polizia nel novembre 1992 durante un'operazione di blocco sulle strade etnee. All'epoca, era armato e accompagnato da un fidato collaboratore. Da allora è rimasto in carcere, scontando l'ergastolo secondo il rigido regime del 41 bis.
Nonostante l'arresto di Mazzei, la campagna per prendere il controllo della famiglia mafiosa catanese fu indebolita ma non abbandonata. La fazione dei Mazzei, con il sostegno della leadership "stragista" di Palermo, continuò la sua aggressiva spinta al potere. Questo tentativo di colpo di Stato portò a uno scontro sanguinoso. La famiglia Santapaola-Ercolano, ancora coesa e strategicamente unita, rispose con altrettanta forza. Con l'escalation della violenza, molti dei cospiratori affiliati ai Mazzei furono eliminati. Alla fine, la famiglia Santapaola prevalse, ristabilendo il controllo sul clan mafioso catanese. Le conseguenze lasciarono il clan Mazzei in una posizione precaria: ufficialmente ammesso in Cosa Nostra dai Corleonesi, ma considerato estraneo dalla tradizionale gerarchia catanese.
Anche durante la detenzione, Mazzei mantenne la sua influenza sulla rete criminale. Nel 1998, fu registrato mentre utilizzava un telefono cellulare dall'interno del carcere di Augusta per impartire ordini operativi, comprese decisioni relative alla violenza mirata, nell'ambito della continua lotta per indebolire il predominio della famiglia Santapaola.
Il figlio di Santo, Sebastiano Mazzei, noto anche come Nucciu 'u carcagnusu, gli succedette come leader di fatto del clan Mazzei. Sebastiano era stato coinvolto nell'organizzazione fin da giovane e aveva diversi precedenti penali, anche da minorenne. Divenne latitante in diverse occasioni, in particolare dall'aprile 2014 fino al suo arresto nel 2015. Fu trovato in una villa ben attrezzata a Ragalna, nascosto con la moglie e il cane, con telefoni cellulari e un'ascia nascosti sotto il letto. Fu preso in custodia senza opporre resistenza.
Sotto la guida di Sebastiano, il clan Mazzei mantenne attività di estorsione, traffico di droga e usura, espandendo la propria influenza oltre San Cristoforo in zone come Lineri, Bronte, Adrano e Misterbianco. A Bronte, Francesco Montagno Bozzone, nato nel 1961 e successivamente incarcerato ai sensi del 41-bis, guidò una sanguinosa faida contro le fazioni vicine a Santapaola. A Misterbianco, un'alleanza carceraria tra Santo Mazzei e Antonino Nicotra del clan Tuppi fu segnalata da informatori, ristabilendo l'influenza di Nicotra nella zona.
Le comunicazioni di Santo Mazzei con il mondo esterno avvenivano principalmente attraverso la moglie, Rosa Morace, che avrebbe svolto un ruolo cruciale nel mantenere la coesione della struttura familiare durante la sua detenzione. Nell'aprile 2020, durante la pandemia di COVID-19, la richiesta di Mazzei di scarcerazione anticipata per motivi di salute fu respinta. Il tribunale di Reggio Emilia ha stabilito che stava ricevendo cure mediche adeguate e che il regime del 41-bis stesso riduceva il rischio di infezione.
Nonostante non abbia mai raggiunto l'obiettivo di prendere il controllo della mafia catanese, l'eredità di Santo Mazzei rimane significativa. Sotto la sua guida, i Carcagnusi divennero una forza formidabile nella Sicilia orientale, formalmente integrati in Cosa Nostra per mandato corleonese e noti per le loro alleanze strategiche, l'espansione territoriale e la presenza duratura nella criminalità organizzata anche sotto i vincoli del carcere di massima sicurezza.

### Anni 1990
Dopo l’arresto del padre Nitto Santapaola, Vincenzo Santapaola assunse un ruolo di leadership più discreto all’interno della famiglia mafiosa di Catania. La sua posizione, sebbene all’epoca poco conosciuta, emerse con maggiore chiarezza grazie alle testimonianze di ex affiliati come Santo La Causa, che descrisse Vincenzo come una figura chiave impegnata a ristabilire ordine e organizzazione nel clan, con particolare attenzione alla gestione della “bacinella” (il fondo alimentato dalle estorsioni). Vincenzo cercò di unire il clan, affrontando le dispute interne, in particolare con il cugino Angelo Santapaola, che stava minando l’organizzazione. La leadership di Vincenzo culminò in azioni decisive, tra cui l’omicidio di Angelo, finalizzato a mantenere il controllo e l’autorità all’interno della famiglia. Nonostante tali azioni spietate, il suo ruolo rimase relativamente riservato e venne svelato solo quando strettamente necessario.

#### Fazione Ercolano
La fazione Ercolano rappresenta uno dei protagonisti principali nella storia criminale di Catania, strettamente legata ai Santapaola. Dall’arresto di Nitto Santapaola nel 1993, il controllo della malavita catanese è oscillato tra le due famiglie, dando talvolta origine a sanguinosi conflitti interni.
Capostipite degli Ercolano è Giuseppe "Pippo" Ercolano (morto nel 2012), che sposò una sorella di Nitto Santapaola ed è stato titolare della Avimec, azienda leader del settore degli autotrasporti in Sicilia. Uno dei fratelli di Pippo, Salvatore "Turi" Ercolano, divenne famoso perché, durante il maxiprocesso di Palermo, si presentò in aula con le labbra cucite con una spillatrice. Ma al centro dell’eredità degli Ercolano vi è il figlio maggiore di Pippo, Aldo Ercolano, da lungo tempo considerato il braccio operativo di Nitto Santapaola. Condannato per molteplici reati, incluso l’assassinio del 1984 del giornalista antimafia Giuseppe Fava, Aldo rimane un simbolo della spietatezza della famiglia di Catania. Nonostante il suo curriculum criminale e l’elevato livello di pericolosità che rappresenta, nel 2019 ad Aldo è stato revocato il regime carcerario del 41 bis, una decisione che ha suscitato aspre critiche da parte di investigatori antimafia e organismi di controllo. Fonti riferiscono che, anche dietro le sbarre, il suo comando sulla famiglia rimane intatto.
Nel 2004 il gruppo facente capo agli Ercolano tentò di scalzare quello di Antonino Santapaola (fratello di Nitto, detto Ninu u' pazzu) con alcuni omicidi mirati che rischiarono di far piombare Catania in una nuova guerra di mafia.
Più recentemente, Vincenzo “Enzo” Ercolano, nipote di Aldo, è stato identificato come il volto emergente della famiglia. Con radici profonde sia nel sangue che negli affari, Enzo avrebbe trasformato la sua società di autotrasporti, la Geotrans, in un’operazione supportata dalla mafia. Sebbene fosse stato precedentemente assolto in vari processi, nel 2022 è stato condannato a 15 anni per associazione mafiosa. Intercettazioni e indagini hanno delineato il profilo di un uomo che utilizzava intimidazioni e leve mafiose per monopolizzare il trasporto di prodotti tra la Sicilia e il continente, spesso operando in collaborazione con potenti clan della Camorra.
Le autorità hanno inoltre scoperto tentativi di eludere i controlli statali mediante la creazione di una nuova cooperativa di trasporti, presumibilmente costituita per aggirare il sequestro di Geotrans. Nonostante gli sforzi dello Stato, Enzo avrebbe continuato a gestire le operazioni dietro le quinte, garantendo che gli affari continuassero tramite fiduciari leali.
L’alleanza Ercolano-Santapaola si estende ben oltre gli affari: domina quartieri, risolve le controversie con la violenza e mantiene una struttura che si è dimostrata straordinariamente resiliente, anche quando i suoi vertici sono in carcere.

#### Fazione Nardo
Alla fine degli anni '80, Nitto Santapaola incaricò Sebastiano "Neddu" Nardo, suo uomo di fiducia e spietato assassino, di fondare un proprio gruppo criminale nei dintorni di Siracusa, più precisamente a Lentini, sua cittadina natale. Iniziò perciò una campagna di sterminio per eliminare la concorrenza dei clan mafiosi del circondario, in particolare il clan Di Salvo di Scordia e il clan Urso-Bottaro di Siracusa centro. Il clan guidato da Nardo allargò le proprie alleanze al clan di Santa Panagia (periferia nord di Siracusa), agli Aparo di Solarino e ai Trigila di Avola, al cui vertice installò i propri uomini. Nardo venne finalmente arrestato nel 1992, ponendo così uno stop momentaneo alla scia di sangue che aveva seminato nella zona. Da allora Nardo si trova detenuto in regime di 41-bis ed è stato condannato a tre ergastoli.
Nonostante ciò, il suo gruppo rimase un punto di riferimento in territorio siracusano per gli uomini di Santapaola, tanto che non sarebbe corretto parlare di clan ma di vera e propria costola della famiglia di Catania. Il suo giro d'affari comprendeva il traffico di droga e armi, le estorsioni, gioco d'azzardo online, la gestione dei trasporti su gomma e delle agenzie di pompe funebri. Nel 2012 fu documentata una società tra la famiglia Santapaola e i Nardo per acquistare droga direttamente in Albania.
Nel 2015 Sebastiano Brunno, conosciuto anche come "Neddu a' crapa" e considerato il nuovo reggente del clan Nardo, è stato catturato a Malta (dove trascorreva la latitanza) e gli sono stati sequestrati beni dal valore di 200mila euro.

### Fazione Romeo
Per anni, le forze dell’ordine hanno considerato la criminalità organizzata a Messina frammentata e priva di una leadership mafiosa forte. Fino al 2014, le autorità ritenevano che la città non avesse più radici mafiose profonde. Tuttavia, questa visione trascurava la presenza discreta ma influente della famiglia Santapaola. Natale Santapaola, fratello di Nitto Santapaola, si era trasferito a Messina e aveva fondato una nuova branca locale della famiglia. Francesco “Ciccio” Romeo, noto mafioso messinese ed ex detenuto sotto il regime carcerario del 41-bis, sposò Concetta Santapaola, sorella di Nitto, rafforzando i legami tra Messina e la mafia catanese. Insieme svilupparono un nuovo modello mafioso, meno violento e maggiormente integrato nell’economia legittima. Ciccio Romeo fu inoltre il mentore criminale di Luigi Sparacio, il boss che, tra gli anni '80 e '90, comandava il clan mafioso più potente della città di Messina. Le indagini iniziarono quando i Carabinieri tracciarono le attività economiche della famiglia Santapaola. Sebbene la sorveglianza iniziale non rivelasse reati espliciti, mise in luce un vasto network imprenditoriale: imprese edili, sale scommesse, fornitori della sanità pubblica e investimenti immobiliari. L’organizzazione assomigliava più a una holding economica che a un clan mafioso tradizionale, con forti connessioni nella politica, negli affari e nella massoneria.
Al centro della leadership della fazione Romeo c’è Vincenzo Romeo, figlio di Francesco, descritto come un imprenditore colto e ben inserito nei circoli finanziari di alto livello, capace però di ricorrere alla violenza quando necessario. Ha stretto una collaborazione con l’imprenditore Biagio Grasso ed è diventato azionista occulto di importanti progetti infrastrutturali tramite la società Demoter. Pur evitando le estorsioni tradizionali, il gruppo ha comunque fatto uso strategico della violenza. In un episodio, Vincenzo Romeo aggredì un fornitore che aveva interrotto le consegne, mentre in un altro affrontò estorsori calabresi che cercavano di intimidire un’impresa locale. Nel 2017, l’Operazione Beta portò alla luce l’intero sistema, con numerosi arresti eccellenti. Il giudice Salvatore Mastroeni definì questa mafia come una “bolla invisibile” che controllava la città in modo occulto, delegando la violenza alle bande di strada. Secondo lui, questo rappresentava un cambiamento nella criminalità organizzata, dove le alleanze con élite imprenditoriali e politiche sostituivano le strutture classiche basate sull’intimidazione. Gli investigatori trovarono anche prove dell’influenza mafiosa sulle elezioni locali.
Secondo le indagini antimafia italiane, Vincenzo Romeo cercò di sfruttare l’ambiente regolamentare più permissivo del gioco d’azzardo online a Malta come canale per il riciclaggio di fondi illeciti. Nell’aprile 2015, si recò a Malta con 38.000 euro in contanti, presumibilmente per avviare operazioni di scommesse illegali in collaborazione con un organizzatore di eventi di poker collegato al marchio di scommesse online Planetwin365. Romeo mirava a creare siti di gioco online non autorizzati, accessibili da centri scommesse in Sicilia, aggirando così i controlli dello Stato italiano. Malta, che dal 2004 si è costruita una reputazione come paradiso del gioco d’azzardo online, offriva un quadro normativo sia attraente sia vulnerabile allo sfruttamento da parte delle reti criminali. Queste operavano spesso tramite complesse strutture societarie opache e servizi fiduciari, talvolta gestiti da ex regolatori maltese del settore gaming, per occultare la reale proprietà dei beni. Tale sistema permetteva il passaggio di flussi di denaro illecito attraverso conti collettivi non tracciabili, agevolando il riciclaggio su larga scala per le operazioni mafiose. Una parte dei fondi illeciti veniva reimmessa a Malta per mantenere attiva l’operazione.
Le indagini delle autorità antimafia italiane, in particolare le Operazioni Doppio Gioco e Gaming Offline, hanno rivelato che la famiglia mafiosa Santapaola ha svolto un ruolo centrale nelle attività criminali transnazionali, con Malta che si è affermata come hub strategico per le sue operazioni illecite. Queste indagini hanno mostrato come i Santapaola abbiano sfruttato società registrate a Malta e piattaforme di scommesse online non autorizzate per facilitare estesi schemi di evasione fiscale e riciclaggio di denaro. Una di queste operazioni ha coinvolto il sito web Raisebet24, attraverso il quale sono stati evasi oltre 30 milioni di euro di tasse e riciclati più di 62 milioni mediante acquisizioni immobiliari e commerciali. La rete criminale del clan si estendeva anche a soggetti con base a Malta, dove contanti venivano contrabbandati dalla Sicilia e canalizzati in società locali controllate da affiliati come Carmelo Rosario Raspante. Le autorità italiane hanno inoltre identificato Nicola Orazio Romeo come il principale responsabile della promozione degli interessi dei Santapaola a Malta. Un’ulteriore operazione della polizia di Catania nel 2021 ha confermato l’uso di entità maltesi da parte del clan per condurre attività illegali di gioco e scommesse online, consolidando la sua presenza nell’economia sommersa dell’isola.

### Anni 2000–oggi

#### Fazione Nizza
A partire dagli anni 2000, la famiglia dei Nizza è stata il braccio armato del clan Santapaola-Ercolano e si è sempre occupata dello spaccio e del traffico di stupefacenti. I fratelli Fabrizio, Daniele, Giovanni e Andrea Nizza infatti si rifornivano di grandi quantità di stupefacenti attraverso contatti transnazionali, in particolare da narcotrafficanti albanesi. Entrati in contrasto con Angelo Santapaola (cugino di Nitto) a causa del raggiunto potere, cercarono la protezione di Santo La Causa e di Carmelo Puglisi, ‘Melo u suggi’, che nel 2008 'battezzarono' Daniele e Fabrizio Nizza come uomini d'onore in una villetta di San Giovanni Galermo alla presenza di Vincenzo Aiello, allora rappresentante provinciale di Cosa nostra. Dopo l'affiliazione mafiosa, a Daniele Nizza fu affidato il controllo di San Cristoforo e trasferì il suo quartier generale in Via Stella Polare mentre Fabrizio divenne monopolista dello spaccio a Librino.
Dopo l'arresto degli altri fratelli, la guida del gruppo passò al fratello minore Andrea. Il suo coinvolgimento non si limitava al traffico di droga, ma si estendeva all'estorsione, al possesso illegale di armi e alla violenza mafiosa. Secondo fonti giudiziarie, condivideva i proventi della droga con il fratello Fabrizio, destinando i fondi rimanenti alle spese legali, al supporto dei detenuti e ai reinvestimenti operativi.
Dopo la condanna per l'operazione "Fiori Bianchi" nel 2014, Andrea Nizza si è dato alla macchia, sfuggendo alle autorità per oltre due anni. Fu inserito nell’elenco dei cento latitanti più pericolosi d'Italia. Pur essendo latitante, ha mantenuto il controllo della sua organizzazione, rafforzando la sua leadership attraverso violenze, intimidazioni e alleanze strategiche, anche con ex rivali come il gruppo Arena, altro clan che controllava Librino e faceva riferimento al boss super-latitante Giovanni Arena, arrestato nel 2011. Il comando di Nizza si estendeva ai quartieri catanesi di Librino, San Cristoforo e San Giovanni Galermo, ciascuno snodo vitale del narcotraffico regionale. Gli investigatori hanno stimato che il fatturato giornaliero del gruppo, derivante dalla vendita di droga, raggiungesse gli 80.000 euro, generando fino a 2,5 milioni di euro al mese. Questi profitti venivano utilizzati per finanziare ulteriori acquisti di droga, sostenere i membri incarcerati e investire in attività commerciali, il tutto rafforzando al contempo l'autonomia e l'influenza della fazione Nizza all'interno di Cosa Nostra.
Nel gennaio 2017, Andrea Nizza è stato arrestato dai Carabinieri in una villa ben attrezzata a Viagrande, alla periferia di Catania. Al momento dell'arresto, fu trovato con la moglie incinta, due figli e due complici, successivamente accusati di favoreggiamento a un latitante. Fu sottoposto al rigido regime carcerario del 41-bis. La sua cattura fu il culmine di un'intensa attività di sorveglianza e di indagini tecniche. Segnò un duro colpo per la fazione di Nizza e si inserì in una più ampia repressione che aveva già portato a oltre 60 arresti dal 2015 attraverso operazioni come "Carthago".
La caduta di Andrea fu ulteriormente accelerata da un'ondata di defezioni all'interno del clan, tra cui quella del suo autista, un tempo fedele, Davide Seminara, e, in particolare, del fratello Fabrizio, che divenne collaboratore di giustizia. Le loro testimonianze fornirono ai pubblici ministeri informazioni dettagliate sulle rotte della droga, le strutture militari e le estorsioni del clan, e implicarono persino Andrea in atti di omicidio. Il tradimento interno minò significativamente la credibilità e l'autorità di Andrea, accelerando l'erosione della rete criminale da lui costruita.

#### Le alleanze con la camorra e le attività imprenditoriali
Nel 2010, le autorità italiane hanno scoperto un’alleanza criminale tra il clan Casalesi della Camorra e i Santapaola, formando quello che gli investigatori hanno definito un cartello per il fissaggio dei prezzi nel settore del trasporto di frutta e verdura in tutto il Centro e Sud Italia. In una vasta operazione guidata dalla polizia di Caserta e dalla Direzione Antimafia di Napoli, sono state arrestate circa 60 persone, tra cui membri chiave dei clan Casalesi, Licciardi e Mallardo della Camorra, nonché della famiglia Santapaola. Tra i fermati figurava Giuseppe Ercolano, cognato del boss Nitto Santapaola e responsabile della società di trasporti al centro dello schema illecito. Le indagini hanno rivelato che la rete criminale imponeva un monopolio sul trasporto di prodotti, in particolare dal mercato di Fondi, uno dei più grandi d’Europa, costringendo i commercianti a servirsi di un’unica azienda siciliana gestita da Ercolano. L’operazione portò anche all’arresto di Paolo Schiavone, figlio del boss detenuto Francesco Schiavone, durante la sua luna di miele in crociera.
Nel 2024, le autorità antimafia italiane hanno confiscato beni per un valore di 100 milioni di euro riconducibili alla famiglia Santapaola-Ercolano di Catania. Il sequestro ha smantellato un vasto impero economico costruito da Antonino e Carmelo Paratore, padre e figlio, a capo di uno dei gruppi imprenditoriali più importanti della Sicilia orientale. Le loro attività spaziavano in diversi settori, tra cui i servizi di pulizia ospedaliera, il settore immobiliare e la gestione dei rifiuti, quest’ultima rappresentando la loro principale fonte di reddito. L’ordinanza di confisca ha riguardato 14 aziende, 8 immobili e numerosi patrimoni finanziari, tutti ora posti sotto il controllo dello Stato. I Paratore sono stati inoltre sottoposti a una sorveglianza speciale con obbligo di dimora per tre anni. Gli investigatori hanno confermato i legami di lunga data tra la famiglia Paratore e il boss mafioso Maurizio Zaccaro, figura chiave del dei Santapaola-Ercolano attualmente detenuto al carcere a vita. Il loro rapporto stretto, testimoniato da eventi familiari come battesimi e matrimoni, è stato riconosciuto dai giudici come determinante nella scalata dei Paratore da umili origini a una posizione di grande ricchezza e influenza nella regione.
Secondo le indagini della polizia emerse nel settembre 2024, Francesco Russo, identificato come l’attuale boss di fatto della famiglia di Catania, è ritenuto responsabile della gestione delle attività di estorsione della famiglia. Secondo un’ordinanza giudiziaria, Russo impartiva ordini diretti relativi all’estorsione, confermando il suo ruolo di leadership. Le intercettazioni hanno confermato che è lui il responsabile, spesso chiamato “Ciccio Russo” nelle conversazioni tra membri del clan mafioso. In una delle conversazioni intercettate, i mafiosi discutono dell’estorsione a una catena di ristoranti giapponesi a Biancavilla, con Russo che autorizza la riscossione di denaro anche da locali non direttamente controllati dal clan. Russo ha inoltre autorizzato tentativi di estorsione su individui come Aldo “u buttafuori”, un buttafuori protetto da un clan rivale (il clan Cappello), dimostrando l’influenza della mafia sulle assunzioni nei locali notturni. Quando Francesco Massimiliano Santapaola, figlio di Nitto Santapaola, ha interpellato Daniele Strano riguardo a queste azioni, quest’ultimo, agendo su ordine di Russo, ha spiegato di essersi limitato a seguire le istruzioni delle alte gerarchie. Lo scambio mette in luce le tensioni interne e come i confini territoriali siano rigidamente rispettati all’interno della struttura mafiosa.
Nel 2025, una vasta operazione antimafia condotta dai magistrati di Catania e Messina ha smascherato un ampio network criminale gestito dai clan Cappello-Cintorino e Santapaola, profondamente radicati nel traffico di droga, nelle estorsioni e nel controllo territoriale lungo la costa ionica della Sicilia. L’indagine, svolta tra il 2020 e il 2022, ha portato all’arresto di 39 persone e all’identificazione complessiva di 65 sospettati. Le autorità hanno rivelato come questa zona, in particolare Giardini-Naxos, Taormina e Calatabiano, fosse diventata un nodo strategico per la distribuzione di narcotici, con la mafia che gestiva un flusso continuo di droga da Catania, utilizzando siti di stoccaggio segreti, incluso un cimitero a Giarre. Durante l’inchiesta sono stati sequestrati oltre 140 kg di sostanze stupefacenti, tra marijuana, hashish e cocaina, insieme a un ingente quantitativo di armi. I clan esercitavano anche un’estorsione sistematica su tutto il territorio, prendendo di mira imprenditori, proprietari di alberghi, commercianti e persino gestori di gite in barca nell’area altamente turistica di Isola Bella. Le vittime che si rifiutavano di pagare subivano ritorsioni violente, quali incendi dolosi e incursioni nelle abitazioni. Tra i principali protagonisti individuati figurano Riccardo Pedicone, legato al clan Cappello e attivo dietro coperture imprenditoriali a Messina, e Filippo Christopher Cintorino, connesso alla rete Santapaola e nipote di un noto boss mafioso. L’organizzazione mostrava una struttura flessibile e resiliente, capace di sostituire rapidamente i vertici dopo gli arresti. L’indagine ha inoltre evidenziato tentativi di infiltrazione mafiosa nella politica locale, con documentati sforzi dei membri del clan per sostenere un candidato alle elezioni regionali del 2022, sebbene non siano state formulate accuse formali di compravendita di voti.

## Capi storici
- c.1925–anni 1940 — Antonio Saitta
- anni 1940–anni 1950 — Luigi Saitta
- c. anni 1950 — Vincenzo Palermo
- c.anni 1960 — Orazio Nicotra
- anni 1960–1978 — Giuseppe Calderone — ucciso nel 8 settembre 1978.
- 1978–1993 — Nitto Santapaola — arrestato nel 1993.
- 1993–1994 — Vincenzo Aiello — arrestato nel 1994.
- 1994–1995 — Eugenio Galea — arrestato nel 1995.
- 1995–1998 — Sebastiano Cannizzaro — arrestato nel 1998.[75]
- 1998–present — Vincenzo Santapaola — arrestato.
  - Reggente 1998—anni 2020 — Vincenzo “Enzo” Ercolano.
  - Reggente anni 2020–presente — Francesco Ciccio Russo.